# Ochotonophila
Ochotonophila es un género de plantas con flores con dos especies  perteneciente a la familia de las cariofiláceas.

## Taxonomía
El género fue descrito por Alexander Gilli y publicado en Feddes Repertorium Specierum Novarum Regni Vegetabilis 59: 169. 1956. La especie tipo es: Ochotonophila allochrusoides Gilli

## Especies
- Ochotonophila allochrusoides Gilli
- Ochotonophila eglandulosa Hedge & Wendelbo